# Vescisa
Vescisa es un género  de lepidópteros de la familia Noctuidae. Algunos lo consideran sinónimo de Eublemma. Es originario de Asia y Australia.

## Especies
- Vescisa commoda Walker, 1864
- Vescisa crenulata Hampson, 1896
- Vescisa digona Hampson, 1910
- Vescisa pervadens Warren, 1914